# Campionato europeo maschile under 19 di calcio 2014
Il Campionato europeo di calcio Under-19 2014 è stato la 62ª edizione del torneo organizzato dalla UEFA. La fase finale si è giocata in Ungheria dal 19 al 31 luglio 2014. La Germania ha vinto il titolo per la terza volta. Al torneo potevano partecipare solo i giocatori nati dopo il 1º gennaio 1995. Gibilterra ha partecipato per la prima volta, dopo la sua ammissione provvisoria nell'UEFA.

## Qualificazioni
Il turno di qualificazione si è disputata tra il 6 settembre e il 19 novembre 2013: 52 rappresentative sono state divise in 13 gironi di 4 squadre. Si sono qualificate al turno Elite le prime due di ogni girone più la migliore terza, escludendo il risultato della partita contro l'ultima classificata del proprio girone. La Spagna era qualificata automaticamente.
Nel turno Elite le 28 squadre rimaste sono state divise in sette gironi, le cui vincenti si sono qualificate per la fase finale del torneo. Le partite si sono giocate tra il 24 maggio e il 10 giugno 2014.

## Squadre qualificate
- Ungheria (paese organizzatore)
- Ucraina (vincente gruppo 1)
- Bulgaria (vincente gruppo 2)
- Israele (vincente gruppo 3)
- Serbia (vincente gruppo 4)
- Germania (vincente gruppo 5)
- Austria (vincente gruppo 6)
- Portogallo (vincente gruppo 7)

## Fase a gironi

### Girone A
| Pos. | Squadra    | Pt | G | V | N | P | GF | GS | DR |
| ---- | ---------- | -- | - | - | - | - | -- | -- | -- |
| 1.   | Portogallo | 9  | 3 | 3 | 0 | 0 | 11 | 2  | +9 |
| 2.   | Austria    | 6  | 3 | 2 | 0 | 1 | 7  | 3  | +4 |
| 3.   | Ungheria   | 3  | 3 | 1 | 0 | 2 | 4  | 10 | -6 |
| 4.   | Israele    | 0  | 3 | 0 | 0 | 3 | 1  | 8  | -7 |

| Arbitro: | István Kovács |

|                                       |           |  |
| Marcos Lopes 39’, 78’ André Silva 64’ | Marcatori |  |

| Arbitro: | Javier Estrada Fernández |

|           |           |                                           |
| Varga 60’ | Marcatori | 15’ (rig.) Bytyqi 18’ Blutsch 48’ Michorl |

| Arbitro: | Enea Jorgji |

|                                              |           |  |
| Bytyqi 28’ (rig.) Grillitsch 42’ Grubeck 73’ | Marcatori |  |

| Arbitro: | Tore Hansen |

|           |           |                                                                              |
| Mervó 73’ | Marcatori | 32’ (rig.) Ivo Rodrigues 45’, 66’, 89’, 90+2’ André Silva 75’ Gelson Martins |

| Arbitro: | Kevin Clancy |

|          |           |                       |
| Hugi 36’ | Marcatori | 25’ Kalmár 39’ Balogh |

| Arbitro: | Klossner |

|                |           |                                  |
| Grillitsch 46’ | Marcatori | 41’ Podstawski 86’ Romário Baldé |

### Girone B
| Pos. | Squadra  | Pt | G | V | N | P | GF | GS | DR |
| ---- | -------- | -- | - | - | - | - | -- | -- | -- |
| 1.   | Germania | 7  | 3 | 2 | 1 | 0 | 7  | 2  | +5 |
| 2.   | Serbia   | 5  | 3 | 1 | 2 | 0 | 4  | 3  | +1 |
| 3.   | Ucraina  | 4  | 3 | 1 | 1 | 1 | 2  | 3  | -1 |
| 4.   | Bulgaria | 0  | 3 | 0 | 0 | 3 | 0  | 5  | -5 |

| Arbitro: | Stephan Klossner |

|          |           |               |
| Burda 1’ | Marcatori | 7’ Maksimović |

| Arbitro: | Kevin Clancy |

|  |           |                         |
|  | Marcatori | 1’, 56’ Selke 28’ Syhre |

| Arbitro: | Javier Estrada Fernández |

|                       |           |                          |
| Selke 39’ Stark 90+1’ | Marcatori | 32’ Maksimović 41’ Jović |

| Arbitro: | István Kovács |

|  |           |                 |
|  | Marcatori | 88’ Tankovs'kyj |

| Arbitro: | Enea Jorgji |

|            |           |  |
| Mandić 90’ | Marcatori |  |

| Arbitro: | Tore Hansen |

|               |           |  |
| Selke 3’, 66’ | Marcatori |  |

## Fase a eliminazione diretta
|  | Semifinali | Semifinali       | Semifinali |            |          | Finale   | Finale | Finale |  |
|  |            |                  |            |            |          |          |        |        |  |
|  | 1B         | Germania         | 4          |            |          |          |        |        |  |
|  | 1B         | Germania         | 4          |            |          |          |        |        |  |
|  | 2A         | Austria          | 0          |            |          |          |        |        |  |
|  | 2A         | Austria          | 0          |            | Germania | Germania | 1      |        |  |
|  |            |                  |            |            | Germania | Germania | 1      |        |  |
|  |            |                  | Portogallo | Portogallo | 0        |          |        |        |  |
|  | 1A         | Portogallo (dtr) | Portogallo | Portogallo | 0        | 0 (4)    |        |        |  |
|  | 1A         | Portogallo (dtr) |            |            |          |          |        |        |  |
|  | 2B         | Serbia           | 0 (3)      |            |          |          |        |        |  |

### Semifinali
| Arbitro: | Kevin Clancy |

|                                                 |           |  |
| Selke 20’ Stendera 30’ Öztunalı 58’ Mukhtar 68’ | Marcatori |  |

| Arbitro: | István Kovács |

|                                                         |                      |                                                    |
| Marcos Lopes André Silva Guzzo Podstawski Ivo Rodrigues | Tiri di rigore 4 – 3 | Gaćinović Zdjelar Ristić Jokić S. Milinković-Savić |

### Finale
| Arbitro: | Javier Estrada Fernández |

|             |           |  |
| Mukhtar 39’ | Marcatori |  |